# 가브리엘 라마난초아
가브리엘 라마난초아(말라가시어: Gabriel Ramanantsoa, 1906년 4월 13일~1979년 5월 9일)는 1972년부터 1975년까지 제2대 마다가스카르의 대통령이자 총리였다.
라마난초아는 메리나족의 일원이었으며 부유한 집안 출신이었다. 그는 프랑스 군대의 직업 장교였다. 마다가스카르가 독립한 후, 그는 마다가스카르 군에 입대하여 소장에 올랐다. 1972년 5월, 대규모 정치적 항의 속에, 그는 국가의 총리가 되었고, 필리베르트 치라나나 대통령은 그에게 전적인 행정 권한을 부여했다. 치라나나는 1972년 10월 11일 군부의 지도 하에 5년간의 과도기를 승인한 국민 투표에 따라 총사퇴했고, 라마난초아는 대통령이 되었다. 그는 정치적 화해를 시작하려고 했다. 그의 정부는 1974년 12월에 거의 전복되었다. 1975년 2월 5일, 그는 인종과 사회 계급의 긴장 속에서 사임했다.
그의 조카 베르나르 라마난초아는 1996년부터 2015년까지 프랑스 최고 경영대학원 HEC 파리 학장을 역임했다.